# John McClelland
John McClelland   (1805 - 1883) era un metge britànic que va treballar per a la Companyia Britànica de les Índies Orientals i que va mostrar un gran interés en biologia i geologia. Va descriure moltes espècies i diversos gèneres de peixos, entre d'altres el gènere de Schistura. Va ser el redactor en cap de la revista The Calcutta Journal of Natural History de 1841 a 1847.
El serpent venenós Sinomicrurus macclellandi va ser nomenat al seu honor.
Obra destacada
- Indian Cyprinidae (eBook gratuït). tom 19 part 2.  Bishop's College Press, 1839, p. 471.[Enllaç no actiu]
- per a una bibliografia extensa vegeu: «McClelland, John».   HathiTrust Digital Library.